# Dragul meu doctor
„Dragul meu doctor” (titlu original: „Dear Doctor”) este al 13-lea episod din primul sezon al serialului TV american științifico-fantastic Star Trek: Enterprise. A avut premiera la 23 ianuarie 2002.
Episodul a fost regizat de James A. Contner după un scenariu de Maria Jacquemetton și Andre Jacquemetton.

## Prezentare
Phlox și Jonathan Archer se confruntă cu o dilemă morală, atunci când trebuie să hotărască dacă o întreagă specie va trăi sau va fi decimată de o pandemie. 

## Actori ocazionali
- Kellie Waymire - Crewman Elizabeth Cutler
- David A. Kimball - Esaak
- Christopher Rydell - Alien Astronaut
- Karl Wiedergott - Larr[2]